# اطلس آرتریا
اطلس آرتریا (انگلیسی: Atlas Arteria) شرکت ترابری استرالیایی است، که در سال ۲۰۱۰ تأسیس شد.